# Oxyopes zavattarii
Oxyopes zavattarii är en spindelart som beskrevs av Lodovico di Caporiacco 1939. Oxyopes zavattarii ingår i släktet Oxyopes och familjen lospindlar.
Artens utbredningsområde är Etiopien. Inga underarter finns listade i Catalogue of Life.